# Saopanic
Saopanic（サオパニック、11月13日-　）は、日本のDJ、音効師。静岡県出身。

## 人物概要
神奈川大学卒。イベント制作会社で働いたのち、バブルラン全国ツアー等のフェスに出演。
B.LEGUEアルバルク東京（2016-2017）Fリーグフウガドールすみだ（続行中）アリーナDJを担当。
テレビ東京ドラマ25MASKMENでは斎藤工が扮する人印のネタ音を担当し、第8話に登場した。
NHKラジオひるのいこいにて選曲、音の送出を行なっている。基本的に水曜日の担当。
現在の主な仕事は出演と音響効果、楽曲制作等。
15歳の時に沼津市のレコードショップにてターンテーブル、テクニクス1200を購入し、DJのキャリアをスタートさせた。
さおぱに、ぱに、パニック等と呼ばれることが多い。
名探偵コナンを愛読しており、コミックを全巻所有していると発言している。